# Zalská pahorkatina
Zalská pahorkatina (maďarsky Zalai-dombság) je rozsáhlá nízká pahorkatina v západním Maďarsku. Zahrnuje většinu území župy Zala a také malé části území žup Vas a Somogy, malou částí u města Lendava též zasahuje do Slovinska. Nejvyšší vrchol, kopec Vár-hegy, je vysoký 338 m a nachází se mezi obcemi Bocska, Eszteregnye (konkrétně osada Obomak) a Oltárc.

## Charakter
Na kopcích se zachoval říční štěrkový pokryv, v některých údolích vytvořených ve větrných brázdách během doby ledové zůstaly pliocenní sedimenty. Ty vznikly činností již neexistujícího Panonského moře, které pokrývalo celou Velkou dunajskou nížinu. Hustá, téměř rovnoběžná, ale hluboce se svažující údolí směřující k jihu silně rozdělují povrch. Tato roztříštěnost nepřála rozvoji větších sídel, a tak se v oblasti zejména nacházejí vesnice.
Největší sídla nacházející se na území pahorkatiny jsou města Zalaegerszeg a Nagykanizsa, mezi další města patří Lenti, Letenye, Őriszentpéter, Zalakaros a Zalalövő. Pahorkatinou protékají řeky Zala a Kerka, významnými potoky jsou Cserta, Szévíz a Válicka. Okrajově též protékají řeky Mura a Rába.
Oblast pahorkatiny je těžištěm ropy a zemního plynu, nachází se zde rovněž velké množství termálních pramenů, například v obcích Bázakerettye, Lovászi, Pusztaszentlászló a ve městech Lenti, Letenye a Zalakaros.

## Rozdělení

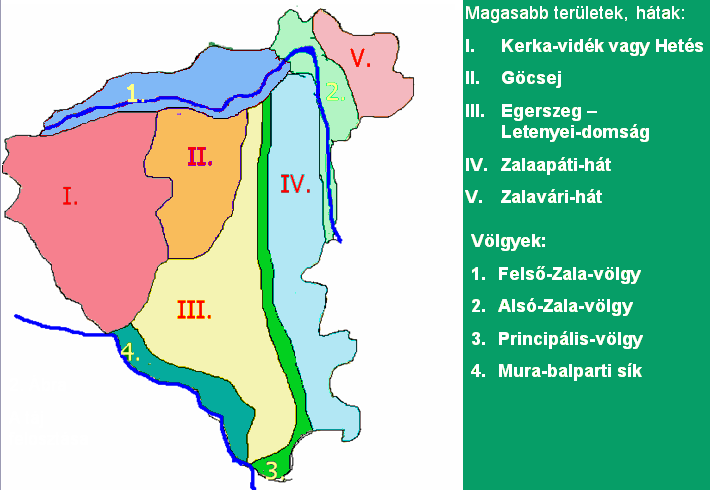
Rozdělení Zalské pahorkatiny

Zalská pahorkatina se dělí na pět nižších pahorkatin, tři údolí a jednu rovinu.
Pahorkatiny
1. Kerka (též Hetés)
2. Göcsej
3. Egerszeg-Letenye
4. Zalaapáti-hát
5. Zalavári-hát

Údolí a roviny
1. Horní Zalské údolí (Felső-Zala)
2. Dolní Zalské údolí (Alsó-Zala)
3. Údolí Principális
4. Rovina Mura-balpart

## Nejvyšší vrcholy
Zde jsou uvedeny vrcholy Zalské pahorkatiny s výškou větší než 300 metrů.
- Vár-hegy (338 m)
- Hahót-hegy (333 m)
- Nagy-Tenke (332 m)
- Piramida (327 m)
- Gurgó-hegy (324 m)
- Béci-hegy (321 m)
- Veliko brdo (316 m)
- Tukora-tető (313 m)
- Karácsony-hegy (305 m)
- Kő-hegy (305 m)
- Kandikó (304 m)